# Rusko-turski rat (1735. – 1739.)
Rusko-turski rat 1735. – 1739. bio je jedan u nizu Rusko-turskih ratova, između Carske Rusije i Osmanskog Carstva, zbio se zbog niza naoko malih i nepovezanih događaja, poput borbe za poljsko nasljeđe (1733. – 1735.), kao i zbog niza prepada Krimskih Tatara. Ovaj rat je za Rusiju bio samo jedan djelić borbe za pristup Crnom moru.
Na strani Rusije se uključilo i Austrijsko Carstvo, koje je povodom tog rata i slijedom Beogradskog mira izgubilo svoju kratkotrajnu vlast nad Kraljevinom Srbijom (1718. – 1739.).

## Ruska diplomatska aktivnost prije izbijanja rata
Prije samog izbijanja rusko-turskog rata, ruska diplomacija je htjela osigurati povoljnu međunarodnu situaciju sklapanjem nekoliko ugovora s Perzijom 1732. – 1735. (tad je Perzija bila u ratu s Turskom 1730. – 1736.). Istovremeno je nastojala osigurati poljsku krunu svom protežeu Augustu III. namjesto francuskog štićenika Stanislawa Leszczynskog, 1735. godine, jer je tada Francuska bila osmanski saveznik. Valja napomenuti i to da je Austrija bila ruski saveznik od 1726.

## Tijek rata 1735. – 1738.
Formalni povod za objavu rata (casus belli) bili su stalni prepadi Krimskih Tatara na Ukrajinu krajem 1735. godine i vojni pohod krimskog kana na Kavkaz 1736. godine, ruskim zapovjednica naređeno je da zauzmu Azov i Krim. 
U samo predvečerje rata 1735. godine, Rusija je sklopila mir s Perzijom, vrativši Perziji sve što je osvojila za vrijeme Rusko-perzijskog rata 1722. – 1723.
Vrlo brzo nakon prelaska Dnjepra 20. svibnja 1736., ruska vojska (62.000 ljudi) pod zapovjedništvom feldmaršala Burkharda Christopha von Munnicha je u olujnom naletu zauzela ključnu osmansku utvrdu Perekop na ulazu u Krimski poluotok i odmah potom okupirale Bahčisar na Krimu 17. lipnja. Međutim zbog nedostatne opskrbe ali i zbog izbijanja teške epidemije, Münnich je bio prisiljen na povlačenje u Ukrajinu. Na drugoj strani je ruska vojska (28.000 ljudi) pod zapovjedništvom generala Petera Lacyja 19. lipnja zauzela utvrdu Azov, uz veliku pomoć Donske riječne flotile pod zapovjedništvom viceadmirala Petra Bredahla. U srpnju 1737., Münnichove jedinice su u silovitom napadu zauzele osmansku utvrdu Očakov u južnoj Ukrajini, na drugoj strani Lacyjeva armija (sad već narasla na 40.000 ljudi) upala u Krim, i nanijela brojne poraze vojsci Krimskog Kanata, i zauzela Karasubazar (današnji Belogorsk). Međutim i Lacy je morao napustiti zauzete položaje na Krimu, zbog nedostatne opskrbe. 
U srpnju 1737. godine, Austrija je ušla u rat protiv Osmanskog Carstva, ali je doživjela broje poraze. Već u kolovozu, Rusija, Austrija i Osmansko Carstvo otpočele su pregovore u Nemirovu, koji su ispali besplodni. Tijekom 1738. godine nije bilo značajnih vojnih operacija, ali je ruska vojska morala napustiti Očakov i utvrdu Kinburn (na ušću Djepra u Crno more) zbog epidemije kuge. 

## Završna faza rata i mir
U završnoj godini rata – 1739. godine, ruska vojska pod zapovjedništvom feldmaršala, Münnicha ponovno prešla Dnjepar i porazila tursku vojsku u Bitci kod Stavučana (17. kolovoza) i zauzela utvrde; Hotin (19. kolovoza) i Iaşi. Na drugoj pak strani bojišta, Austrija je doživjela poraz od Turaka u Bitci kod Grocke, te je nakon toga bila prinuđena potpisati poseban mirovni ugovor – Beogradski mir s Osmanskim Carstvom 21. kolovoza. Nakon ispadanja Austrije iz rata, a i zbog neposredne ratne opasnosti - švedske invazije, Rusija je također bila prisiljena potpisati mirovni ugovor, što je i napravila potpisavši 18. rujna – Mir iz Niša s Osmanskim Carstvom, tim činom je okončan rat.